# Štítová kolonie

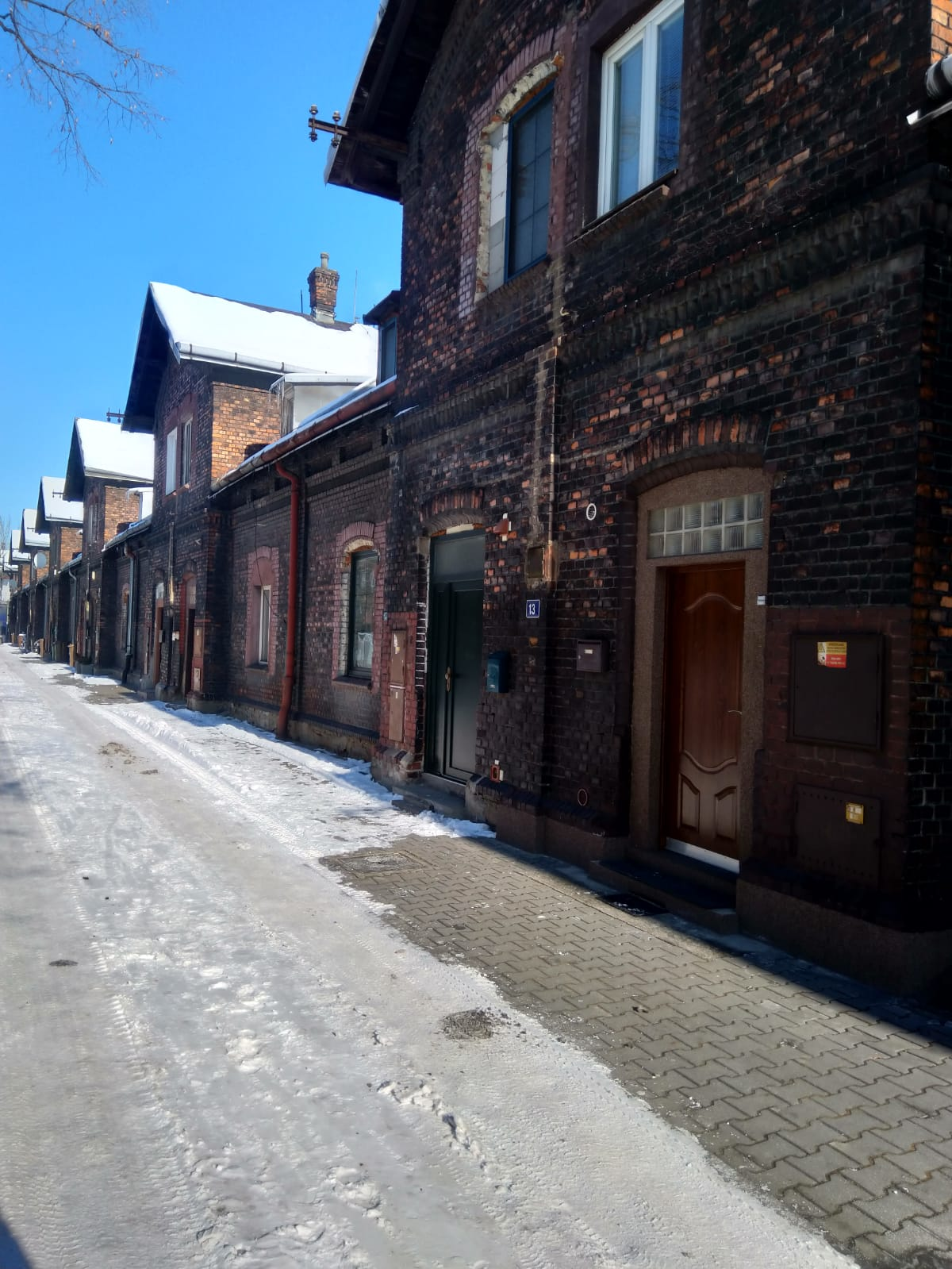
Pohled na domy z Tržní ulice

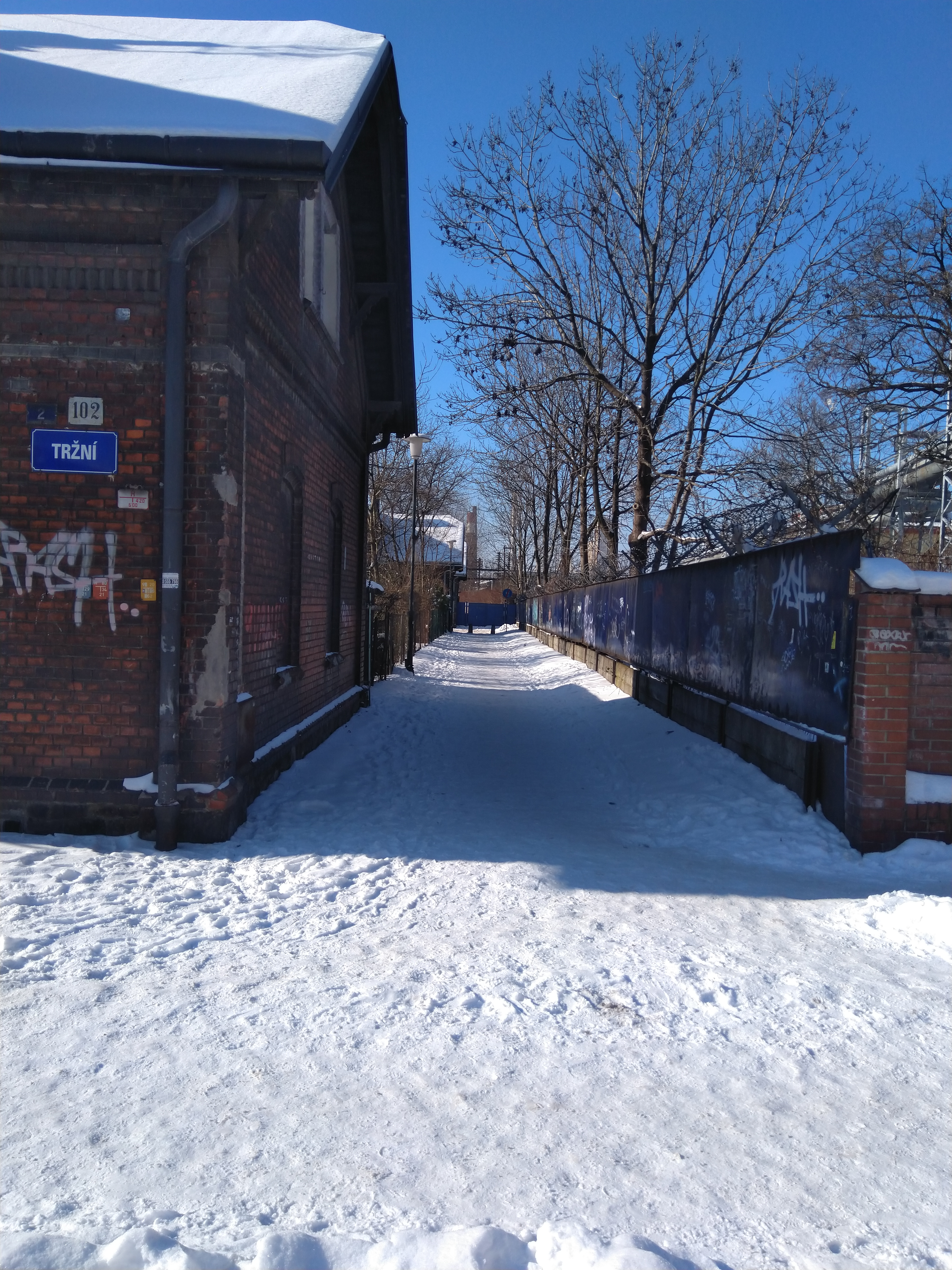
Cesta vedoucí ze Staré ocelárny, která stála za Štítovou kolonií, po které jezdil materiál

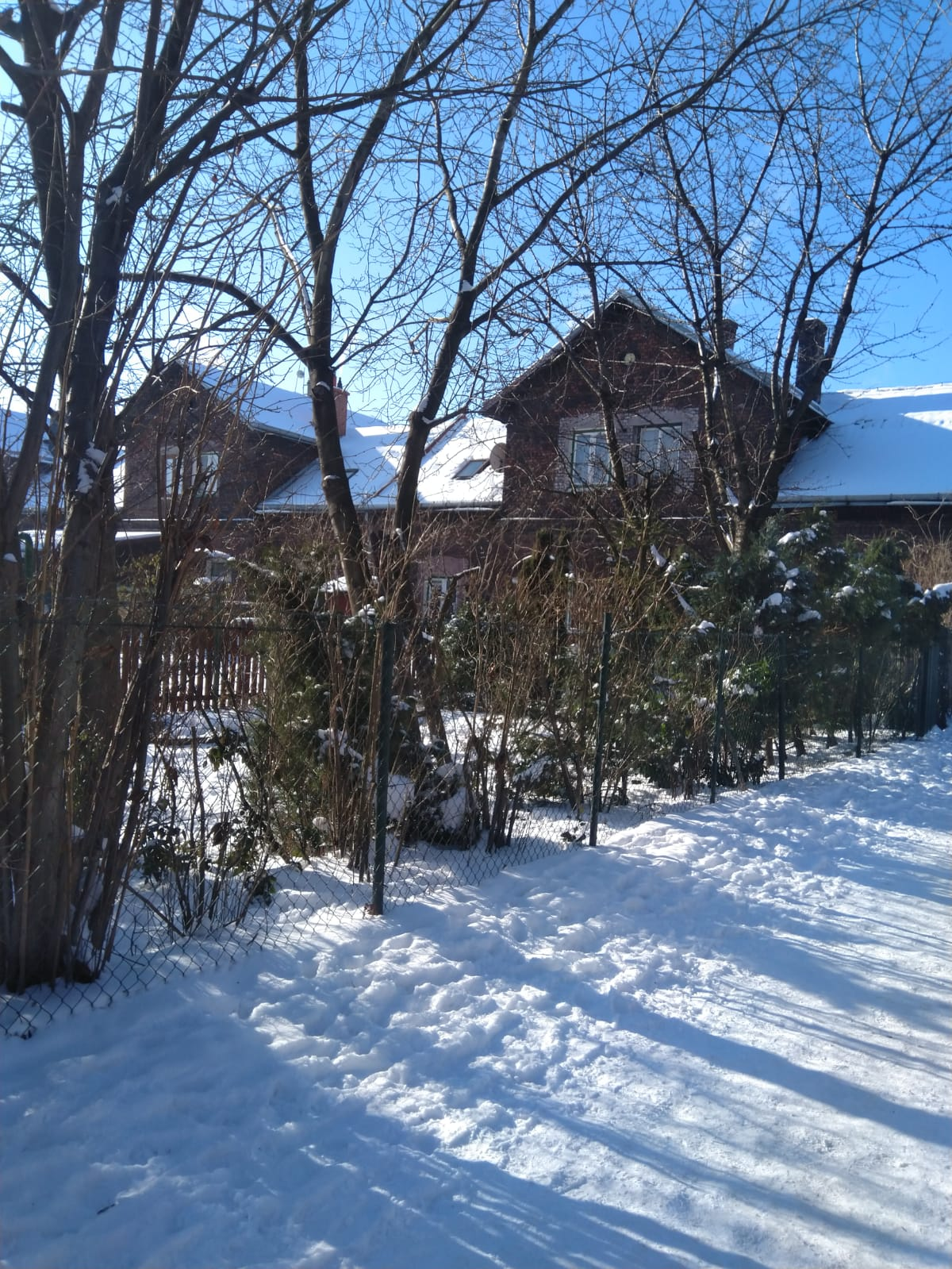
Zahrady, které byly vybudovány k domům Štítové kolonie

Štítová kolonie (německy: něm. Genossenschafts-Kolonie, Genossenschaftshäuser, Giebel Kolonie) je kolonie původně 32 přízemních dvojdomků, postavených koncem 19. století ve Vítkovicích podle návrhu Hanse Ulricha a Heinricha Heindla kolem severní části dnešní ulice Lidické a jednostranně kolem ulic Tržní a Nerudovy.

## Prostorová orientace
Štítová kolonie byla vystavěna v prostoru vymezeném ze západu Nerudovou ulicí (do roku 1919 Alexanderstraße, poté Nerudova a za okupace Wielandgasse), z východní strany Tržní ulicí (do roku 1919 Gartenstraße, poté Tržní), z jihu Halasovou ulicí (do roku  Polní/Feldstraße, poté D. Friedrich Schusster Straße, 1919 až do okupace Štefánikova a během okupace došlo k německému překladu na Stefanikstraße, od 50. let La Passionarie).
Na severní straně lemovala Štítovou kolonii Vítkovická závodní dráha, která spojovala provozy Vítkovických železáren s Ostravsko-frýdlantskou dráhou, od roku 1887 také se stanicí Svinov, která byla součástí Severní dráhy Ferdinandovy. Dráha zpočátku sloužila pro nákladní přepravu. Od roku 1889 na ní byla povolena přeprava osob, avšak s omezením jen na přepravu zaměstnanců Vítkovických železáren, případně jiných osob svázaných se železárnami. Osu kolonie tvoří ulice Lidická (do roku 1919 Colonienstraße, poté Husitská a za okupace Bismarckstraße).
Kolonie byla v těsném sousedství s plynárnou Vítkovických železáren a dále se nacházely další provozy: slévárna, kovárna, lisovna a výrobna pancéřových desek. Kromě provozů Vítkovických železáren byla v blízkosti továrna na nádobí Sobesko. Továrna sídlila v domě čp. 178 na Lidické ulici. Vznikla z klempířské dílny Jakuba Riesse, založené roku 1885, v témže roce byla dostavěna Štítová kolonie. V roce 1919 převzal dílnu syn zakladatele Bruno a došlo k rozšíření o zinkovnu a další dílny.

## Stavební vývoj a standard bydlení
Štítová kolonie, stejně jako další kolonie, které byly postaveny koncem 19. století ve Vítkovicích v rámci urbanistického projektu tzv. Nových Vítkovic, byla součástí bytového fondu Vítkovických železáren. Původní záměr byl, že kolonie bude družstevní a nájemníci si bytové jednotky časem odkoupí. Před výstavbou se prováděl průzkum, zda o domy bude zájem, našlo se dost potenciálních kupců, ale kolonie se přesto stala součástí bytového fondu železáren.
Ve Štítové kolonii byli ubytováni lidé dělnických a mistrovských profesí a nižší úřednictvo. 
Kolonii tvořilo 32 přízemních dvojdomků s obytným podkrovím, ve 4 rovnoběžných řadách po osmi domech. Podle původního plánu mělo být domů 96, ale od toho se upustilo, neboť bylo potřeba ustoupit rozšiřující se továrně na litou ocel.
Součástí domů Štítové kolonie jsou zahrady. Zpočátku byl v kolonii zákaz chovu zvířat, ale lidé, kteří přicházeli do Vítkovických železáren pracovat, pocházeli z chudých zemědělských oblastí a kromě pěstování plodin byli zvyklí chovat dobytek, tyto zvyky těžko opouštěli. Vedení Vítkovic nakonec ustoupilo a další domy byly již budovány s menšími zahradami.
Povolení ke stavbě prvního „vzorového domu“ (tzv. Musterhaus) bylo vydáno na podzim roku 1883. O rok později byl dům dán do užívání. Stavební povolení pro zbytek domů Štítové kolonie bylo vydáno na jaře 1884. Do užívání byly domy dávány postupně ve třech vlnách. 
První vlna proběhla na podzim roku 1884, kdy bylo dáno povolení k obývání zbytku první řady domů (čp. 103–109), která se nachází v ulici Tržní. Koncem března následujícího roku proběhla druhá vlna a byla zkolaudována druhá řada domů (čp. 110–117) v Lidické ulici. Ve třetí vlně, o tři měsíce později byla výstavba Štítové kolonie dokončena kolaudací třetí a čtvrté řady domů v Lidické a Nerudově ulici.
Domy ve Štítové kolonii jsou typizované, každý dvojdům má s mírnými odchylkami půdorys 16,43 x 8,30 m a je částečně podsklepen. Domy jsou přízemní, charakteristický vzhled jim dodává středový rizalit, který stavbu zvýrazňuje ve vertikálním i horizontálním směru. 
Do ulice jsou v mírně vystupujícím středovém rizalitu umístěny hlavní vstupy do obou částí dvojdomku. Pro fasády bylo využito režné zdivo, typický stavební materiál Nových Vítkovic. Střechy domů jsou sedlové, kryty břidlicí a na koncích řad jsou zakončeny polovalbou.
V čelní frontě vedou do každého dvojdomu dva samostatné vstupy, dva vstupy vedou také do zahrady, která přiléhá ke každému domu.

### Vnitřní dispozice

#### Přízemí a sklep
Dispozice obou částí dvojdomu byla v přízemí symetrická. Na začátku vstupní chodby (1,95 x 4,80 m) byl po straně přístup na toaletu, o kousek dále se nacházelo schodiště do druhého podlaží. Z chodby bylo možné vstoupit do prvního z pokojů (4,40 x 4,32 m), do kuchyně (3,00 x 3,37 m) a do sklepa. Z prvního pokoje byl přístup do druhého pokoje (4,52 x 2,95 m).
Sklep měl v každé části domu dvě místnosti, nejdříve se vstupovalo do větší z nich (1,50 x 4,50 m), z ní pak byla přístupná další menší místnost (1,50 x 3,90 m).

#### První patro
Rozvržení pokojů v patře bylo oproti dispozici přízemí odlišné, ale v obou částech dvojdomu symetrické. Po schodišti se vstupovalo do malé předsíně (široké 1,80 m), z níž byl přístup zleva do prvního z pokojů (3,10 x 2,99 m), zprava do kuchyně (3,10 x 3,50 m) a dále pak úhlopříčně doleva do druhého z pokojů (přibližně 4,56 x 3,70 m). Při vstupu je půdorys světnice zkosen, čímž pokoj ještě trochu místa získal. 
Odlišnou podobu měly krajní byty v každé řadě. Dispozice prvních dvou místností, obytného pokoje a kuchyně, se sice nelišily, přímo proti vyústění schodiště se však nacházel vstup do dalšího pokoje o výrazně odlišných rozměrech, než v ostatních bytových jednotkách (3,31 x 7,47 m). Ještě před vstupem do této místnosti se vstupní chodba po obou stranách rozšiřovala do prostoru sice velmi úzkého, avšak stejně dlouhého jako sousední pokoj (1,10 x 7,47 m).

## Památková ochrana
Domy Štítové kolonie čp. 102–133 leží na území městské památkové zóny Ostrava-Vítkovice. Tohle hledisko je nutné zohledňovat při rekonstrukcích, kdy se k úpravám exteriéru domů vyslovuje příslušný orgán státní památkové péče. 
Například při rekonstrukci domu čp. 92 v polovině devadesátých let byla v rekonstruované části domu vyměněna okna na čtyřdílný, kastlíkový typ, běžný v okolí, použity dřevěné dveře a taková barva fasády a typu dlaždic před domem, aby bylo dosaženo vizuálního sladění domu čp. 92 s okolní zástavbou.